# Maria Swanenburg
Maria Catherina Swanenburg (ur. 9 września 1839 w Lejdzie, zm. 11 kwietnia 1915 w Gorinchem) – holenderska seryjna morderczyni.

## Życiorys
Maria była trzecią córką Clemensa Swanenburg oraz Johanny Dingjan. Pierwsze dwie córki Clemensa i Johanny zmarły w młodym wieku. 13 maja 1868 roku wyszła za mąż za Johannesa van der Linden, z którym miała później siedmioro dzieci – pięciu synów i dwie córki. Wkrótce Maria stała się znana z tego, że opiekowała się dziećmi i chorymi mieszkającymi w najbiedniejszej dzielnicy Leiden, przez co zyskała przydomek „Goeie Mie”.
W latach 1880–1883 otruła śmiertelnie arszenikiem 27 osób, a kolejne 50 osób przeżyło zatrucie. Większość osób, które przeżyły próbę morderstwa, utrzymywało, że od czasu zatrucia mają stałe problemy zdrowotne. Maria zabijała głównie z chęci szybkiego zysku. Przepisała polisy i testamenty swych ofiar tak, by to ona odziedziczyła po ich śmierci cały majątek. Jej pierwszą ofiarą stała się jej własna matka Johanna w 1880 roku. Niedługo później otruła arszenikiem swojego ojca, Clemensa. Została złapana w grudniu 1883 roku, gdy usiłowała otruć kilkuosobową rodzinę.
Za swoje zbrodnie Maria Swanenburg została skazana 23 kwietnia 1885 roku na dożywocie. Zmarła śmiercią naturalną 11 kwietnia 1915 roku w więzieniu.